# Ruta Interestatal 60
La Ruta Interestatal 60 es una de las principales carreteras de este a oeste de Estados Unidos, cubriendo 4273 kilómetros (2655 millas) desde el suroeste de Arizona hasta la costa del Océano Atlántico en Virginia. A pesar el "0" final en su número, indicando una designación transcontinental, la ruta de 1926 solía finalizar en Springfield, Misuri, en la intersección con la Ruta 66, la mayor ruta de Estados Unidos. De hecho, la Ruta 66 casi fue denominada Ruta 60.
Por el año 2005, la terminación este de la ruta es Virginia Beach, Virginia en la Avenida Atlántica en la ciudad balneario en el distrito en el Puente Rudee Inlet, precisamente en el Parque Gommet Island. La terminación original en el oeste era Los Ángeles, California, pero fue cambiada al este de Quartzsite, Arizona a una intersección con la Ruta Interestatal 10 después de que la designación de la carretera fue removida en California en 1964. Algunos de las señales de tránsito con el número 60 pueden ser vistos en la intersección a unos 5 kilómetros al oeste de Brenda, Arizona. La Ruta Interestatal 10 reemplazó a la Ruta Interestatal 60 de Arizona a Beaumont, California y la Ruta Estatal 60 reemplazó a la Ruta Interestatal 60 de allí hacia Los Ángeles.

## Descripción de la Ruta Interestatal

### California

U.S. Ruta Interestatal 60 en California

La Ruta 60 Interestatal de Estados Unidos fue completamente desmantelada en California en 1972, cuando la Ruta Interestatal 10 fue terminada en esa zona. Tenía una orientación clara de este a oeste y así estaba señalizada.
Entre el centro de Los Ángeles (su terminación oeste y su intercambio con la Ruta Interestatal 6 y 10) tuvo una existencia separada de las Rutas 70 y 99, en el sur. La Ruta Interestatal 60 pasaba por Pomona y Riverside, encontrándose con la Ruta Interestatatales 70 y 99 cerca de Beaumont, cuyo lado este coincidía con las Rutas Interestatales 70 y 99 en el extremo este de Indio. Al este de Indio, la Ruta Interestatal 99 se separaba de las Rutas Interestatales 60 y 70, ambas continuando en el Desierto Mojave hacia el límite del estado de Arizona en el Río Colorado cerca de Blythe casi completamenta como una carretera de dos carriles.
Después de la Gran Renumeración de 1964, la Ruta Interestatal 60 permaneció intacta al este de Beaumont, pero solo por ocho años. Al mismo tiempo, las Rutas Interestatales 70 y 99 habían desaparecido completamente en California. Al oeste de Beaumont, la ruta que había sido ruta interestatal 60 fue reseñalizada como Ruta Estatal 60 en California (aunque a menudo en diferentes alineaciones que la actual ruta estatal 60 de California, mientras la nueva carretera no había sido finalizada). Al este de Beaumont la Ruta Interestatal 60 siguió existiendo mientras la Interestatal 10 la reemplazaba, con el curso de la Ruta Interestatal 60 transferida a la Interestatal 10 y algunas secciones de la antigua carretera fueron demolidas. En 1972 California desmanteló lo que quedaba de la ruta interestatal 60 dentro del estado cuando se abrieron los últimos segmentos de la Interestatal 10. Partes de la antigua ruta interestatal 60 (que en algunos lugares coincidía con la Ruta 70 y con la Ruta 99) permanecieron como circuitos comerciales de la interestatal 10 en Indio y Blythe.

### Arizona
El extremo oeste de la Ruta Interestatal 60 hacia el límite de California ha sido reemplazado por la Ruta Interestatal 10. El término oeste de la Ruta Interestatal 60 es cercano a Brenda, Arizona, en dirección noreste a Wickenburg, Arizona. La Ruta Interestatal 60 va al sureste y entra en el área metropolitana de Phoenix, donde se transforma en la Avenida Grand en Phoenix, Arizona. La carretera se une a la Interestatal 17 y a la interestatal 10 en Phoenix por aproximadamente 14 millas antes de su salida en la interestatal 10 sobre Superstition Freeway. Aquí, la Ruta Interestatal 60 es una parte significativa del sistema de transporte local freeway system, que brinda servicio a las ciudades de Mesa, Gilbert and Apache Junction. Al este del área de Phoenix, la Interestatal 60 va drásticamente del este al noreste a través de las áreas montañosas, pasando por Globe, Show Low, y Springerville antes de su salida estatal a la frontera de Nuevo México.

### Nuevo México

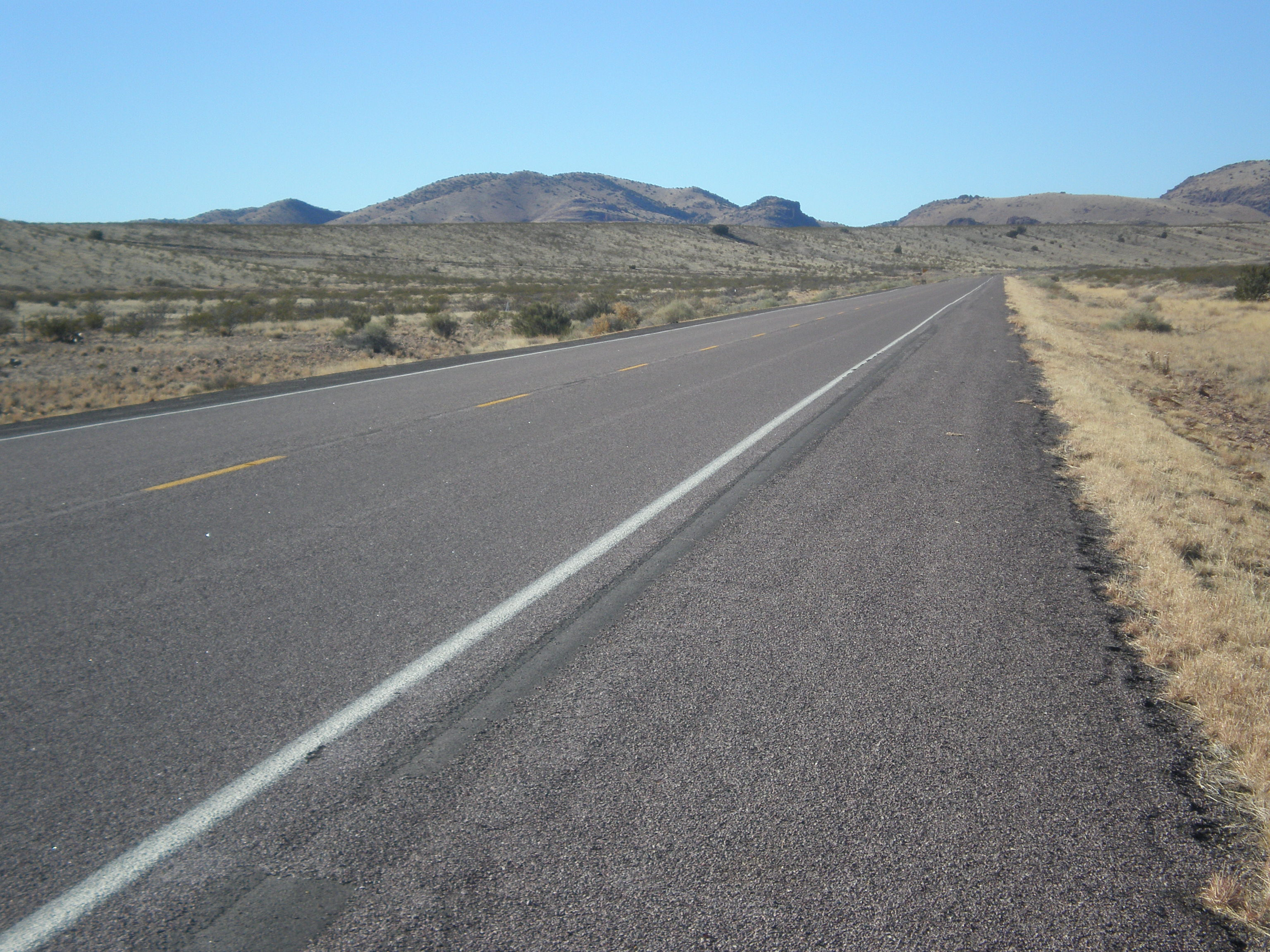
La Ruta Interestatal 60 hacia el oeste, al oeste de Socorro, NM

La Ruta Interestatal 60 entre a Nuevo México en Catron County al este de Springerville, Arizona. El camino hace un arco a través de Catron County, con el apéndice en Quemado, evitando el Parque Nacional Apache-Sitgreaves y la Montaña Escondido. Al este de Pie Town, la ruta curza la división continental. Entre la división y Datil, la Ruta interestatal 60 pasa por el Parque Nacional Cibola. En Datil, la ruta pasa por el extremo este de la Ruta Estatal 12 en Nuevo México.
Al este de Datil, la Ruta Interestatal 60 atraviesa el extremo noreste de las planicies de San Agustín, luego cruza la frontera del condado hacia Socorro County. La ruta tiene una bifurcación el el complejo Very Large Array y un tramo usado para el arreglo de antenas que componen el cruce de la carretera de Array en el condado. La carretera pasa por Magdalena.

### Texas
La ruta interestatal 60 corre hacia el noreste cruzando Texas Panhandle. Entra el estado como una carretera de cuatro carriles en Farwell en la frontera de Texas con Nuevo México y va hacia el noreste, y se interseca con la Ruta Interestatal 385 en Hereford. En Canyon en Texas, la ruta comienza una concurrencia con la Ruta Interestatal 87 y la Ruta Interestatal 27; las tres rutas se unen en Amarillo.
En Amarillo, la ruta cruza la Interestatal 40 y tiene una corta concurrencia con la Histórica Ruta 66 en el Bulevar Amarillo. La ruta continúa como una carretera dividida, yendo al noreste hacia Pampa, donde la calle tiene dos carriles. En Canadian, Texas, la ruta vuelve a tener cuatro carriles y se une a la Ruta Interestatal 83. La ruta interestatal 60 deja Texas hacia Oklahoma a 2 kilómetros al este de Higgins.

### Oklahoma
Excepto por tres cortas secciones cerca de Enid, Vinita, y Ponca City, la Ruta Interestatal 60 es una carretera de dos carriles en su longitud entera a través de Oklahoma. Entra en el estado a 14 kilómetros al oeste de Arnett y va hacia el este a Orienta, donde comienza a unirse con la Ruta Interestatal 412. En Enid, se separa de esa ruta y comienza a unirse con la Ruta Interestatal 64 en Oklahoma por 24 kilómetros. Cerca de Tonkawa, la Ruta Interestatal 60 tiene un intercambio con la Ruta Interestatal 35 en Oklahoma.
En la Ciudad de Ponca City en Oklahoma, la Ruta Interestatal 60 entra el Condado Osage, dejándolo atra´s en Bartlesville. Desde Vinita a Afton, la carretera se une con la histórica Ruta 66 y con la Ruta 69. El camino se cruza con la Interestatal 44 en Vinita y Afton. Pasa a través del Parque Estatal Twin Bridges a unos 12 kilómetros al oeste de la frontera con el estado de Misuri.

### Missouri
La Ruta Interestatal cruza el sur de Missouri, al sur de la Ruta Interestatal 44. Cruza la frontera del estado de Oklahoma hacia Missouri cerca de Seneca. Se une a la Ruta Interestatal 62 de Charleston, y se expande en el Río Misisipi para entrar en Illinois. Previo a la creación del sistema de carreteras de Estados Unidos, la Ruta Interestatal 60 era la Ruta 16 de 1922.
Entre la frontera sur del estado de Oklahoma al sur de Seneca y Republic, la Ruta Interestatal 60 es una carretera de dos carriles, a menudo separándose en carreteras de 3 carriles en Monett, Missouri. En Republic, se convierte en una carretera de 4 vías, hacia el sureste de la carretera James River en los límites de la ciudad de Springfield.
La mayor parte de la ruta al este de Springfield está dividida en 4 carriles. El 9 de julio de 2010, el Departamento de Transporte de Missouri, finalizó la mejora de la Ruta Interestatal 60 que creó cuatro carriles en un segmento de 59 kilómetros entre Willow Springs y Van Buren. Este proyecto significa que ahora la Ruta Interestatal 60 tiene 4 carriles desde Springfield a Charleston, a una distancia de aproximadamente 240 kilómetros.
La Ruta Interestatal 60 se interseca con la Ruta Interestatal 55 en Missouri y la Ruta Interestatal 57 justo al sureste de Sikeston y corre en conjunto con la Interestatal 57 hacia el este de Charleston.
Desde Charleston a Bird's Point, donde la ruta deja a Missouri en un puente que cruza el Río Misisipi, la Ruta Interestatal 60 se une a la Ruta Interestatal 62 y por un corto tramo, a la Ruta 77 de Missouri.
William Jefferson Blythe, Jr., padre del expresidente Bill Clinton, falleció en la Ruta Interestatl 60 (ahora Ruta 114) en las afueras de Sikeston, Missouri tras haber salido expulsado de su auto y caer en una cuneta.

### Illinois
La Ruta Interestatal 60 continúa unida con la Ruta 62 en su totalidad, cubriendo 2 kilómetros en Illinois. Las rutas entran a Illinois en el sureste entre el Río Misisipi y el Río Ohio.
Las rutas unidas pasan por Fort Defiance, en la parte más sureña de Illinois, luego se intersecan con la Ruta 51 al sur de Cairo, yendo hacia el este al sur de la ruta 51 para cruzar el Río Ohio rumbo a Kentucky.

### Virginia Occidental

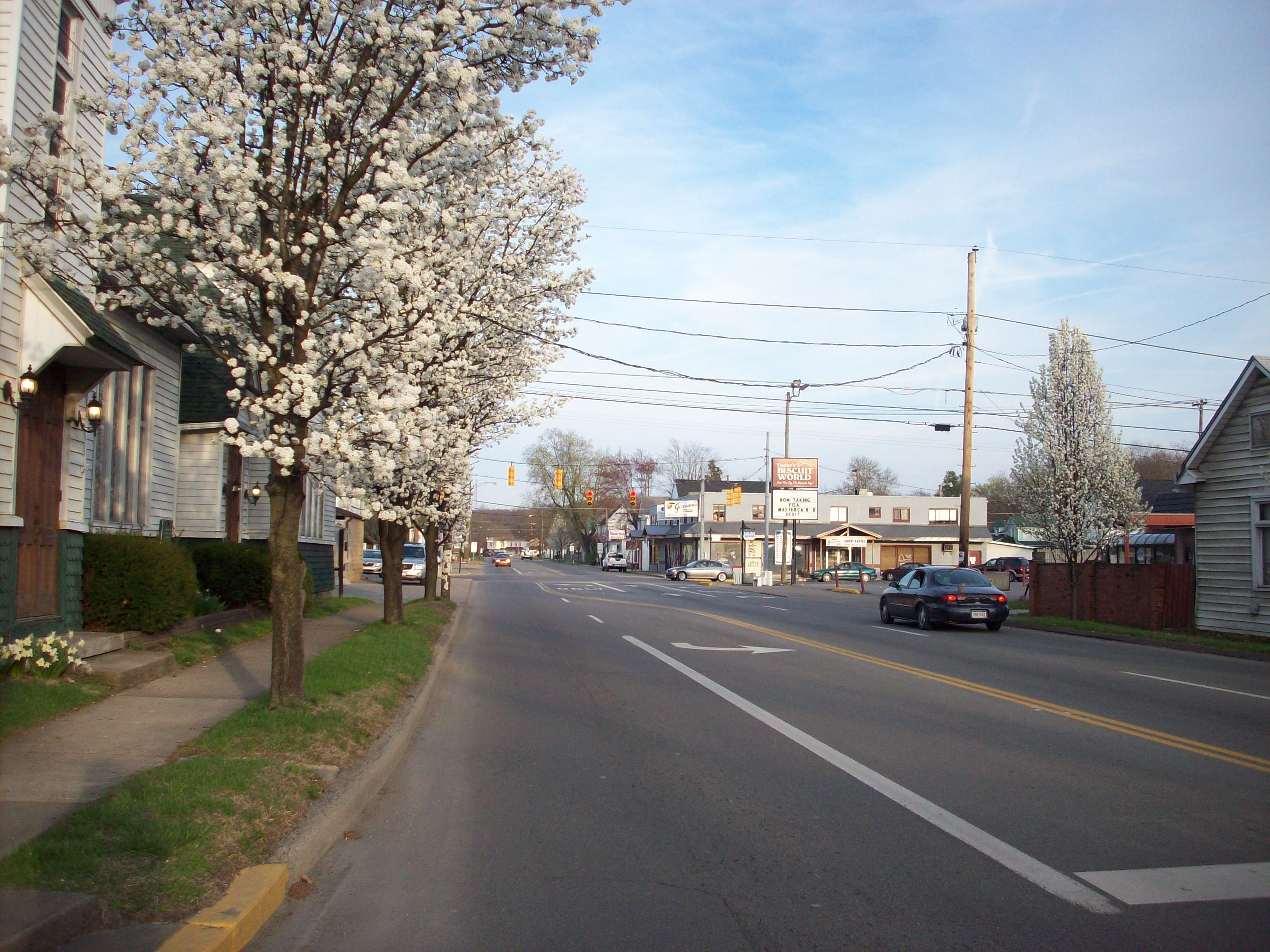
Ruta Interestatal 60 en Ceredo (Virginia Occidental).

En Virginia Occidental, la ruta sigue el camino del tramo de Midland Trail. Entra al estado en Kenova, cruzando el Río Big Sandy en Kentucky. Desde allí, se dirige a Huntington al este de Charleston.
Desde Charleston, la ruta va hacia el sureste en su curso apartándose de la Ruta Interestatal 64, su reemplazo. La ruta al principio sigue el Río Kanawha y su naciente en el Puente Gauly donde la Ruta 60 sube dejando el valle del río y sigue un tramo lleno de curvas a través de Rainelle y de regreso a la Ruta Interestatal 64 en Sam Black Church en Virginia Occidental.